# Anthidiellum notatum
Anthidiellum notatum är en biart som först beskrevs av Pierre André Latreille 1809.  Anthidiellum notatum ingår i släktet Anthidiellum och familjen buksamlarbin.

## Underarter
Arten delas in i följande underarter:
- A. n. notatum
- A. n. boreale Förekommer i Nebraska och Illinois[5]
- A. n. gilense
- A. n. robertsoni
- A. n. rufimaculatum Förekommer i Florida[6]

## Beskrivning
Artens färgteckning skiljer sig åt mellan underarterna. Nominatunderarten (A. notatum notatum) är svart med gula och rödbruna markeringar. Alla underarterna utom A. n. rufimaculatum har i någon mån de gula markeringarna uppblandade med rödbrunt, mest så hos A. n. rufimaculatum, medan den rödbruna färgen hos A. n. gilense inskränker sig till benen. Längden är omkring 8 mm hos honan, mellan 7 och 8 mm hos hanen; A. n. robertsoni förefaller vara den minsta underarten.

## Ekologi
Arten har en vid utbredning i höjdled, och förekommer från havsytans nivå till över 2 000 m. Vad gäller näringen är arten generalist, och besöker blommande växter från många familjer, som korgblommiga växter, strävbladiga växter, korsblommiga växter, paradisblomsterväxter (Cleomaceae), ärtväxter, knappeternellväxter (Eriocaulaceae), törelväxter, kransblommiga växter, underblommeväxter, grobladsväxter, slideväxter, verbenaväxter, porsväxter, snyltrotsväxter, tamariskväxter och oleanderväxter. Den tycks emellertid föredra ärtväxter som käringtandssläktet och slideväxter som ullsliden
Som de allra flesta buksamlarbin är arten solitär; det förekommer att boet inskränker sig till en enda larvcell, ofta placerad på löv eller trästycken och täckt med kåda.
Hanbina patrulleringsflyger i närheten av näringsväxter och följer efter varje flygande insekt tills de avgjort om det är en hona av samma art eller ej. Själva parningen sker vanligen sittande på en blomma.

## Utbredning
Utbredningsområdet omfattar stora delar av Nordamerika från södra Kanada och söderut; från British Columbia i Kanada över större delen av USA från kust till kust och söderut till Baja California i Mexiko.